# 北原キヨ
北原 キヨ（きたはら キヨ、1925年4月24日 - 1989年1月14日）は栃木県出身の教育者。夫である北原勝平（初代理事長）とともに武蔵野東学園を設立した人物である。
16歳で全国最年少の教員検定試験合格を果たし、日光市で教員となる。上京後、立川市で教鞭をとる。1964年に武蔵野東幼稚園を創設。その後、小学校、中学校、高等専修学校を設立し、武蔵野東学園を発展させた。自閉症児教育は国際的に評価される。オハイオ州ボーリング・グリーン州立大学教育学名誉博士。

## 受賞歴
- 昭和63年エイボン女性年度大賞[3]
- 勲五等宝冠章[3]

## 著書
- 可能性を求めて ― 武蔵野東幼稚園から小学校へ（1977年・たいまつ社） ASIN B000J8XE0G
- 自閉児のための生活療法・百問百答（1980年・たいまつ社） ASIN B000J87LD2
- 自閉児のための生活体育 ― 武蔵野東学園幼小一貫指導記録（1983年・九重卓共著・明治図書出版） ISBN 978-4189273066
- 生活療法・花の実り ― 続・可能性を求めて（1983年・明治図書出版） ISBN 978-4189675020

## 関連書籍
- 北原キヨの混合教育・生活療法への道 -自閉児と健常児の教育に捧げた生涯[4]- （2000年・著：武蔵野東教育研究所・学苑社） ISBN 978-4761400040